# Bourne (Isère)
Die Bourne ist ein Fluss in Frankreich, der in der Region Auvergne-Rhône-Alpes verläuft. Sie entspringt im Vercors-Gebirge, im Ortsgebiet von Lans-en-Vercors, entwässert generell Richtung Südwest bis West durch den Regionalen Naturpark Vercors, wo sie in der Nähe von Choranche im Lac de Choranche zur Energiegewinnung gestaut wird. Die Bourne mündet nach rund 43 Kilometern unterhalb von Saint-Nazaire-en-Royans, an der Gemeindegrenze zu Saint-Just-de-Claix, als linker Nebenfluss im Rückstau eines Wasserkraftwerkes in die Isère. Die Bourne verläuft weitgehend im Département Isère und bildet auf einigen Teilstrecken, besonders aber im Mündungsabschnitt, zwischen Pont-en-Royans und Saint-Nazaire-en-Royans, die Grenze zum benachbarten Département Drôme.

## Orte am Fluss
- Lans-en-Vercors
- Villard-de-Lans
- Pont-en-Royans
- Auberives-en-Royans
- Saint-Nazaire-en-Royans

## Canal de la Bourne
In der zweiten Hälfte des 19. Jahrhunderts wurde Wasser des Flusses Bourne unterhalb von Pont-en-Royans abgezweigt und in einem künstlich errichteten Kanalbett von 46 Kilometern Länge bis in die Ebene von Valence geleitet, um die Wasserversorgung der landwirtschaftlichen Anbauflächen sicherzustellen. Der Canal de la Bourne folgt zunächst dem Fluss Bourne bis zu seiner Einmündung in die Isère, dann weiter, südlich dem Fluss folgend, bis nach Bourg-de-Péage, wo er nach Süden abzweigt und sich in der Umgebung von Valence in einem Verteilbecken aufgrund der Wasserentnahmen im Prinzip auflöst. Der Kanal verfügt über eine Vielzahl von Kunstbauten (Tunneln, Aquädukte, Staustufen, Pumpanlagen etc.) und ist noch immer in Betrieb. Jährlich liefert er zwischen 15 und 30 Millionen m³ Wasser für die Bewässerung von etwa 10.000 Hektar Anbaufläche.

## Sehenswürdigkeiten
- Schluchten der Bourne (frz. Gorges de la Bourne)
- Aquädukt des Canal de la Bourne in Saint-Nazaire-en-Royans